# Surface-mounted device

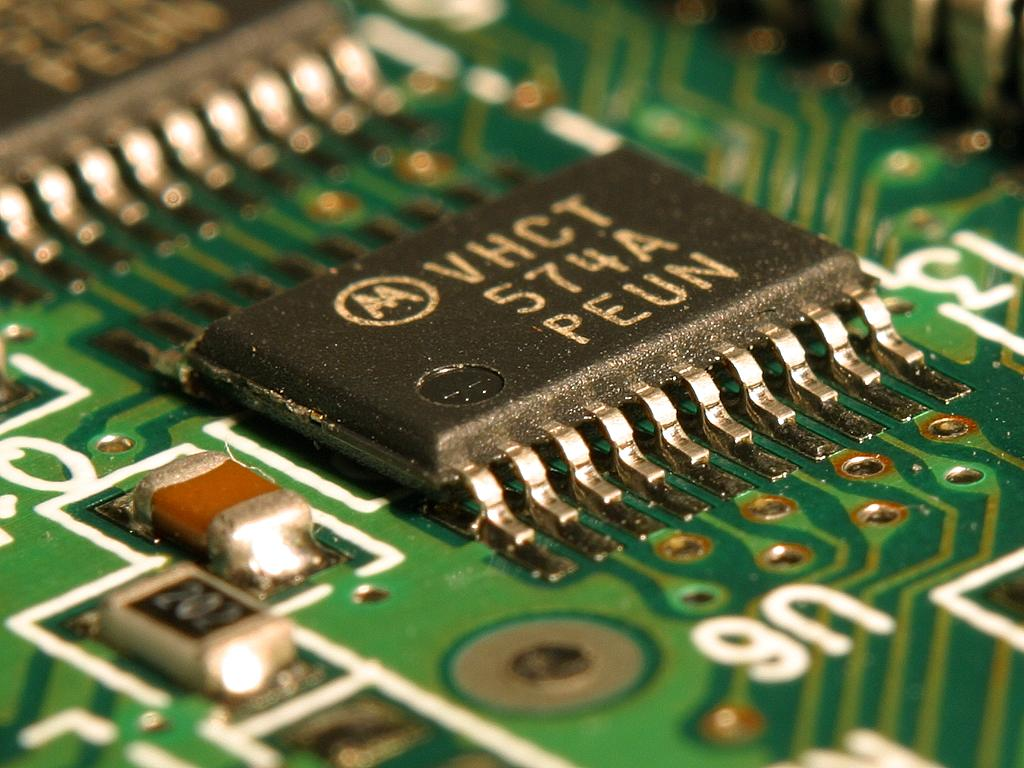
Een geïntegreerde schakeling in SMD-behuizing

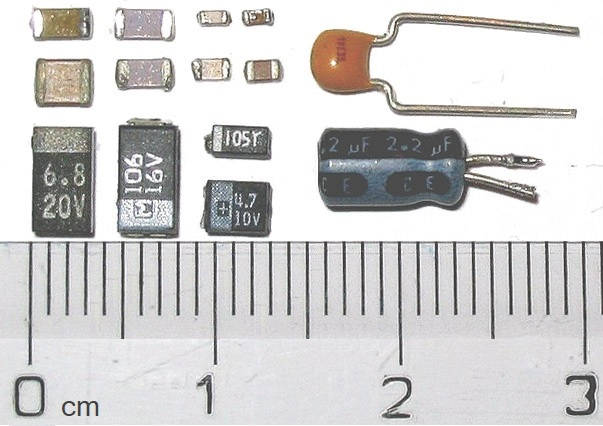
Een aantal smd-condensatoren met en zonder opdruk. Rechts twee conventionele condensators met aansluitdraden, voor THT-montage.

Surface-mounted device, afkorting SMD, is een term uit de elektrotechniek en betekent letterlijk 'oppervlak-gemonteerde component'.
In tegenstelling tot een component met aansluitdraden (Engels: through-hole technology (THT), doorvoergat) wordt een SMD-onderdeel niet gemonteerd met behulp van draadverbindingen door de printplaat heen, maar aan één zijde tegen de printplaat aan gesoldeerd. Dat kan zijn door middel van korte aansluitpootjes of kleine soldeervlakjes.
De industrie past tegenwoordig vrijwel uitsluitend SMD's toe. Voordelen van de SMD-technologie boven die met aansluitdraden zijn:
- Minder materiaalverbruik, de componenten kunnen om allerlei redenen kleiner worden gemaakt dan de conventionele typen;
- Eenvoudiger en/of minder problemen en minder afval bij het produceren, omdat, anders dan bij through-hole-componenten, geen overtollige einden van de aansluitdraden door de printplaat gestoken hoeven te worden en afgeknipt hoeven te worden;
- Lagere kostprijs van elektronische componenten, met name door de vorige twee punten;
- Gunstiger mechanische eigenschappen waardoor minder ruimte nodig is voor een onderdeel op een printplaat waardoor elektrische apparaten kleiner en/of complexer kunnen worden. Ook kunnen aan beide kanten van de printplaat componenten worden geplaatst, omdat de aansluitpunten niet door de printplaat heen lopen;
- Gunstiger elektrische eigenschappen, zoals bruikbaarheid bij hogere wisselstroom-frequenties;
- Gunstiger thermische eigenschappen, door de korte verbinding naar de print en het - vaak - grotere contactvlak ermee is de warmteafvoer vaak beter

Een nadeel van de kleinste behuizingen van halfgeleiders is dat er niet voldoende ruimte is op het bovenvlak voor de volledige opdruktekst of kleurcode, zoals die bij conventionele behuizingen wordt gebruikt. In deze tekst staat een merkaanduiding, vaak inclusief logo, een typeaanduiding, bestaande uit een reeks letters en cijfers en codes voor productiedatum en -partij. Op smd-behuizingen kleiner dan pakweg 3 × 3 mm worden korte codes gedrukt bestaande uit één letter tot een combinatie van vier letters en cijfers. Bij smd-condensatoren van het keramische type wordt helemaal geen opdruk gebruikt, wat voor de hobbyist lastig kan zijn.

## Geschiedenis
In de jaren 80 nam de noodzaak tot verkleining van gewone elektrische componenten verder toe. De voortgaande miniaturisatie van consumentenelektronica zorgde ervoor dat de omvang van vrijwel elke component moest worden verkleind. Men kwam op het idee de aansluitdraden van de through-hole-componenten weg te laten en aansluitpunten van deze 'nieuwe' componenten rechtstreeks op de printplaat te bevestigen. Toen bleek dat dit veel gunstige effecten met zich mee bracht, is er een heel nieuwe soort van technologie ontstaan namelijk de surface-mount technology, afgekort SMT. Vanaf het moment dat deze technologie echt begon door te breken is de toepassingsomvang van deze techniek gemiddeld met 20% per jaar toegenomen.

## Behuizingen
Doordat de technologie steeds beter wordt en de behoefte bestaat aan steeds kleinere printen kunnen de componenten ook steeds kleiner worden gefabriceerd. Er zijn dan ook veel uiteenlopende soorten behuizingen. In de onderstaande tabel worden de meest voorkomende typen opgesomd met hun internationale behuizingscode en de afmetingen in metrische en Engelse waarden:

### Behuizingen met twee aansluitingen
- rechthoekige passieve componenten, weerstanden, condensatoren, spoelen, diodes, leds en dergelijke:
  - 01005 (0402 metrisch): 0,4 mm × 0,2 mm (0,016" × 0,008")
  - 0201 (0603 metrisch): 0,6 mm × 0,3 mm (0,024" × 0,012")
  - 0402 (1005 metrisch): 1,0 mm × 0,5 mm (0,04" × 0,02")
  - 0603 (1608 metrisch): 1,6 mm × 0,8 mm (0,063" × 0,031")
  - 0805 (2012 metrisch): 2,0 mm × 1,25 mm (0,08" × 0,05")
  - 1206 (3216 metrisch): 3,2 mm × 1,6 mm (0,126" × 0,063")
  - 1210 (3225 metrisch): 3,2 mm × 2,5 mm (0,126" × 0,1")
  - 1225 (3064 metrisch): 3,0 mm × 6,4 mm (0,126" × 0,25")
  - 1508 (3720 metrisch): 3,75 mm × 2,0 mm (0,15" × 0,08")
  - 1806 (4516 metrisch): 4,5 mm × 1,6 mm (0,177" × 0,063")
  - 1812 (4532 metrisch): 4,5 mm × 3,2 mm (0,18" × 0,12")
  - 2010 (5025 metrisch): 5,0 mm × 2,5 mm (0,2" × 0,1")
  - 2512 (6332 metrisch): 6,35 mm × 3,0 mm (0,25" × 0,12")
  - 3008 (7520 metrisch): 7,5 mm × 2,0 mm (0,3" × 0,08")
  - 4527 (11470 metrisch): 11,5 mm × 7,0 mm (0,455" × 0,275")
- SOD: Small-Outline diode, met twee aansluitingen
  - SOD-123: 2,7/3,6 mm × 1,6 mm × 1,3 mm
  - SOD-323: 1,8/2,7 mm × 1,4 mm × 1,1 mm
  - SOD-523: 1,2/1,6 mm × 0,8 mm × 0,6 mm

### behuizingen met drie aansluitingen
- SOT: Small-Outline Transistor, met drie aansluitingen 
  - SOT-23: 2,9 mm × 1,3/1,75 mm × 1,3 mm
  - SOT-89: 4,5 mm × 2,5 mm × 1,5 mm - drie aansluitpinnen, waarvan een voor de warmte-afvoer naar het soldeervlak
  - SOT-223: 6,7 mm × 3,7 mm × 1,8 mm - vier aansluitpinnen, waarvan een voor de warmte-afvoer naar het soldeervlak
  - SOT-323 (SC-70): 2,0 mm × 1,25 mm × 0,95 mm
  - SOT-416 (SC-75): 1,6 mm × 0,8 mm × 0,8 mm
  - SOT-723: 1,2 mm × 0,8 mm × 0,5 mm
  - SOT-883 (SC-101): 1 mm × 0,6 mm × 0,5 mm - drie aansluitingen - zonder aansluitpinnen
- DPAK (TO-252): Discrete PAKaging.
  - D2PAK (TO-263) - groter dan de DPAK; de SMD vervanging van de TO-220

### behuizingen met vijf en zes aansluitingen
- SOT: Small-Outline Transistor, met meer dan 3 aansluitingen
  - SOT-23-5: 2,9 mm × 1,3/1,75 mm × 1,3 mm body - vijf aansluitpinnen
  - SOT-23-6: 2,9 mm × 1,3/1,75 mm × 1,3 mm body - zes aansluitpinnen
  - SOT-23-8: 2,9 mm × 1,3/1,75 mm × 1,3 mm body - acht aansluitpinnen
  - SOT-363 (SC-88, SC-70-6): 2,0 mm × 1,25 mm × 0,95 mm body - zes aansluitpinnen
  - SOT-666: 1,6 mm × 1,25 mm × 0,55 mm body - zes aansluit-pinnen

### behuizingen met meer aansluitingen
- Dual-in-line (DIL), twee rijen aansluitingen, met name van IC's:
  - SOIC: Small-Outline Integrated Circuit, met 6 of meer pinnen
  - TSOP: Thin Small-Outline Package, platter dan SOIC
  - SSOP: Shrink Small-Outline Package
  - TSSOP: Thin Shrink Small-Outline Package
  - MSOP: Micro Small-Outline Package
  - QSOP: Quarter-size Small-Outline Package
  - VSOP: Very Small-Outline Package, nog kleiner dan QSOP
- Quad-in-line (QIL), vier rijen aansluitingen:
  - PLCC: Plastic Leaded Chip Carrier, vierkant, pinafstand (spacing) 1,27 mm
  - QFP:  Quad flat package, met pinnen aan de vier zijdes
  - QFN:  Quad Flat No leads, geen pinnen
  - LQFP: Low-profile Quad Flat Package, 1,4 mm hoog
  - PQFP: Plastic Quad Flat Pack
  - CQFP: Ceramic Quad Flat Pack
  - TQFP: Thin Quad Flat Pack, een plattere versie van PQFP
- Ball grid array (BGA), balraster aan onderzijde:
  - CABGA: Chip Array Ball Grid Array
  - CBGA: Ceramic Ball Grid Array
  - PBGA: Plastic Ball Grid Array
  - CTBGA: Thin Chip Array Ball Grid Array
  - CVBGA: Very Thin Chip Array Ball Grid Array
  - DSBGA: Die-Size Ball Grid Array
  - FBGA: Fine Ball Grid Array
  - FCmBGA: Flip Chip Molded Ball Grid Array
  - LBGA: Low-profile Ball Grid Array
  - LFBGA: Low-profile Fine-pitch Ball Grid Array
  - MBGA: Micro Ball Grid Array
  - MCM-PBGA: Multi-Chip Module Plastic Ball Grid Array
  - PBGA: Plastic Ball Grid Array
  - SuperBGA (SBGA): Super Ball Grid Array
  - TABGA: Tape Array BGA
  - TBGA: Thin BGA
  - TEPBGA: Thermally Enhanced Plastic Ball Grid Array
  - TFBGA: Thin and Fine Ball Grid Array
  - UFBGA, UBGA: Ultra Fine Ball Grid Array